# Provincie Owari

Mapa japonských provincií se zvýrazněnou provincií Owari

Provincie Owari (japonsky: 尾張国; Owari no kuni) byla stará japonská provincie, jejíž území dnes tvoří severozápadní část prefektury Aiči. Provincie zanikla sloučením s provincií Mikawa po reformách Meidži v roce 1872.

## Sousední provincie
Mino, Ise, Mikawa

## Hlavní město
Nacházelo se v oblasti dnešního města Inazawa, na západě Owari.

## Správce
Nobunaga Oda, jenž sídlil v hradě Kijosu.